# Ster van Zwolle 2014
La Ster van Zwolle 2014, cinquantaquattresima edizione della corsa, valida come evento dell'UCI Europe Tour 2014 categoria 1.2, si svolse l'8 marzo 2014 su un percorso di 178 km, con partenza ed arrivo a Zwolle. Fu vinta dall'olandese Bert-Jan Lindeman in 3h 55' 27" alla media di 45,35 km/h.
Fu 139 i ciclisti che completarono la gara.

## Squadre e corridori partecipanti
| N.      | Cod. | Squadra                          |
| ------- | ---- | -------------------------------- |
| 1-8     | RDT  | Rabobank Development Team        |
| 11-18   | CJP  | Cyclingteam Jo Piels             |
| 21-28   | KOG  | Koga Cycling Team                |
| 31-38   | MET  | Metec-TKH                        |
| 41-48   | PVC  | Parkhotel Valkenburg Continental |
| 51-58   | BMD  | BMC Development Team             |
| 61-68   | GID  | Development T. Giant-Shimano     |
| 71-78   | LDT  | Leopard Development Team         |
| 81-88   | BAI  | Bike Aid-Ride for Help           |
| 91-98   | CUL  | Cult Energy Vital Water          |
| 101-108 | VER  | Veranclassic-Doltcini            |
| 111-118 | ETI  | Etixx                            |
| 121-128 | VPC  | Riwal Cycling Team               |

| N.      | Cod. | Squadra                 |
| ------- | ---- | ----------------------- |
| 131-138 |      | Baby Dump Cyclingteam   |
| 141-148 | MMM  | Team 3M                 |
| 151-158 | CCD  | Team Differdange-Losch  |
| 161-168 | TJO  | Team Joker              |
| 171-178 | OHR  | Team Øster Hus-Ridley   |
| 181-188 |      | Croford Cyclingteam     |
| 191-198 |      | Clubcombinatie Zwaluwen |
| 201-208 |      | NWV Groningen           |
| 211-218 |      | OWC Oldenzaal           |
| 221-228 |      | De Jonge Renner         |
| 231-238 |      | Hanzerenners            |
| 241-248 |      | WV De IJsselstreek      |

## Ordine d'arrivo (Top 10)
| Pos. | Corridore            | Squadra        | Tempo    |
| ---- | -------------------- | -------------- | -------- |
| 1    | Bert-Jan Lindeman    | Rabobank Dev.  | 3h55'27" |
| 2    | Troels Vinther       | Cult Energy    | s.t.     |
| 3    | Brian Van Goethem    | Metec-TKH      | s.t.     |
| 4    | Łukasz Wisniowski    | Etixx          | s.t.     |
| 5    | Mads Würtz Schmidt   | Cult Energy    | s.t.     |
| 6    | Johim Ariesen        | Metec-TKH      | s.t.     |
| 7    | Andre Looij          | Rabobank Dev.  | s.t.     |
| 8    | Geert van der Weijst | Jo Piels       | s.t.     |
| 9    | Kristian Dyrnes      | Oster Hus      | s.t.     |
| 10   | Alex Kirsch          | Leopard Devel. | s.t.     |